# Drávacsehi
Drávacsehi es un pueblo ubicado en el distrito de Siklós, en el condado de Baranya, Hungría.

## Superficie
Posee una superficie de 7,40 kilómetros cuadrados.

## Demografía
Hasta 2019 la población era de 164 habitantes, con una densidad de población de 22,16 habitantes por kilómetro cuadrado.